# Kanton Montagnac
Der Kanton Montagnac war bis 2015 ein französischer Wahlkreis im Arrondissement Béziers. im Département Hérault und in der früheren Region Languedoc-Roussillon. Er hatte 11.387 Einwohner (Stand: 1. Januar 2012). Vertreter im Generalrat des Départements war zuletzt von 2001 bis 2015 Roger Fages (parteilos).

## Gemeinden
Der Kanton umfasste zwölf Gemeinden:
| Gemeinde                | Einwohner Jahr | Fläche km² | Bevölkerungsdichte | Code INSEE | Postleitzahl |
| ----------------------- | -------------- | ---------- | ------------------ | ---------- | ------------ |
| Adissan                 | 1067 (2013)    | 4,46       | 239 Einw./km²      | 34002      | 34230        |
| Aumes                   | 464 (2013)     | 7,39       | 63 Einw./km²       | 34017      | 34530        |
| Cabrières               | 483 (2013)     | 29,02      | 17 Einw./km²       | 34045      | 34800        |
| Cazouls-d’Hérault       | 394 (2013)     | 4,39       | 90 Einw./km²       | 34068      | 34120        |
| Fontès                  | 961 (2013)     | 17,7       | 54 Einw./km²       | 34103      | 34320        |
| Lézignan-la-Cèbe        | 1527 (2013)    | 6,13       | 249 Einw./km²      | 34136      | 34120        |
| Lieuran-Cabrières       | 291 (2013)     | 6,13       | 47 Einw./km²       | 34138      | 34800        |
| Montagnac               | 3907 (2013)    | 39,81      | 98 Einw./km²       | 34162      | 34530        |
| Nizas                   | 636 (2013)     | 8,53       | 75 Einw./km²       | 34184      | 34320        |
| Péret                   | 1026 (2013)    | 10,97      | 94 Einw./km²       | 34197      | 34800        |
| Saint-Pons-de-Mauchiens | 662 (2013)     | 13,58      | 49 Einw./km²       | 34285      | 34230        |
| Usclas-d’Hérault        | 339 (2013)     | 2,82       | 120 Einw./km²      | 34315      | 34230        |